# ملعب ريازور

ملعب ريازور هو ملعب كرة قدم يقع في مدينة لاكورونيا الإسبانية . يسع الملعب لجلوس 34,600 متفرج . يعتبر الملعب الرسمي الذي يخوض فيه نادي ديبورتيفو لاكورونيا مبارياته . تم افتتاح الملعب في سنة 1944 .